# Arthur Henney

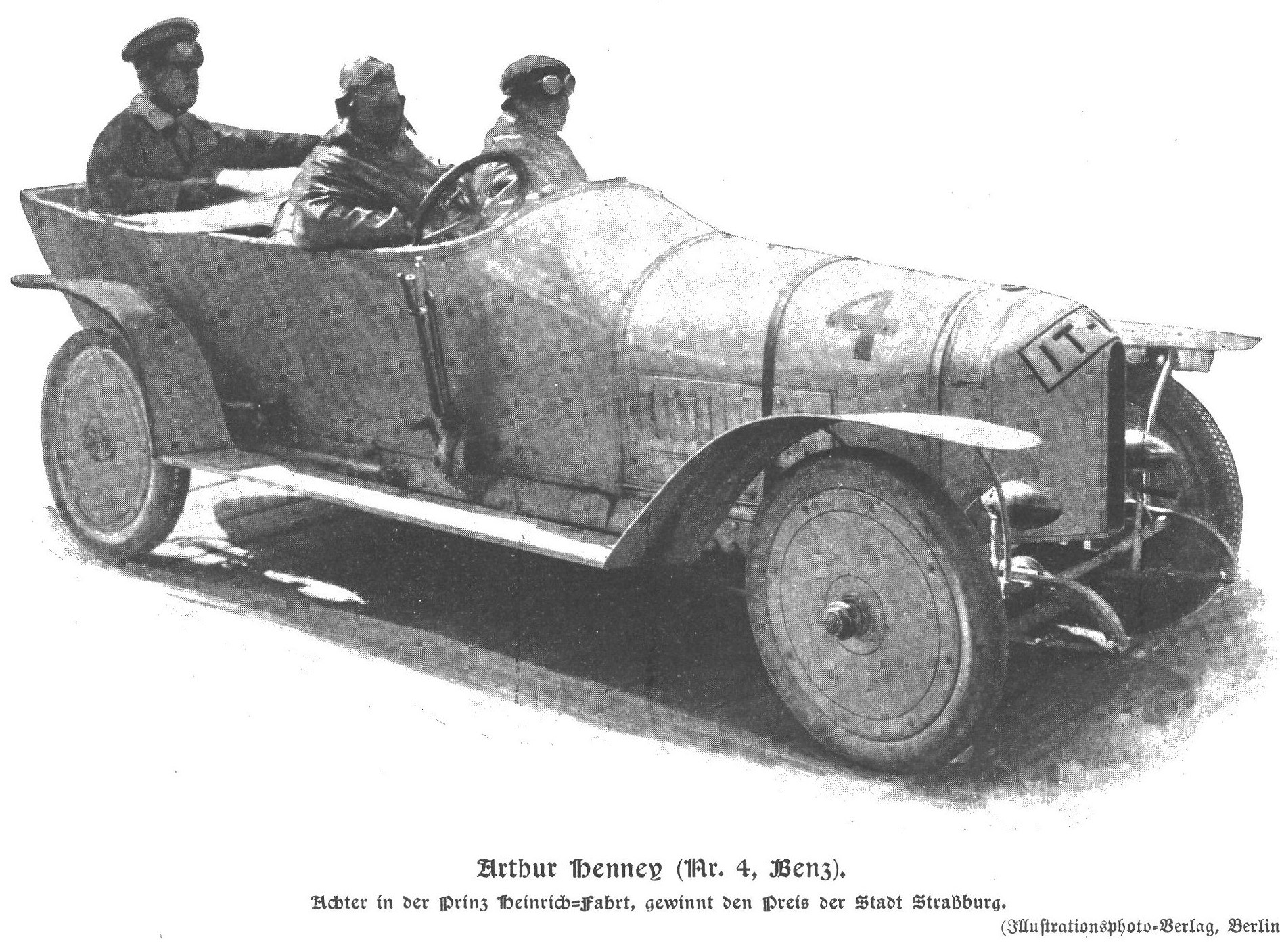
Arthur Henney bei der Prinz-Heinrich-Fahrt 1910

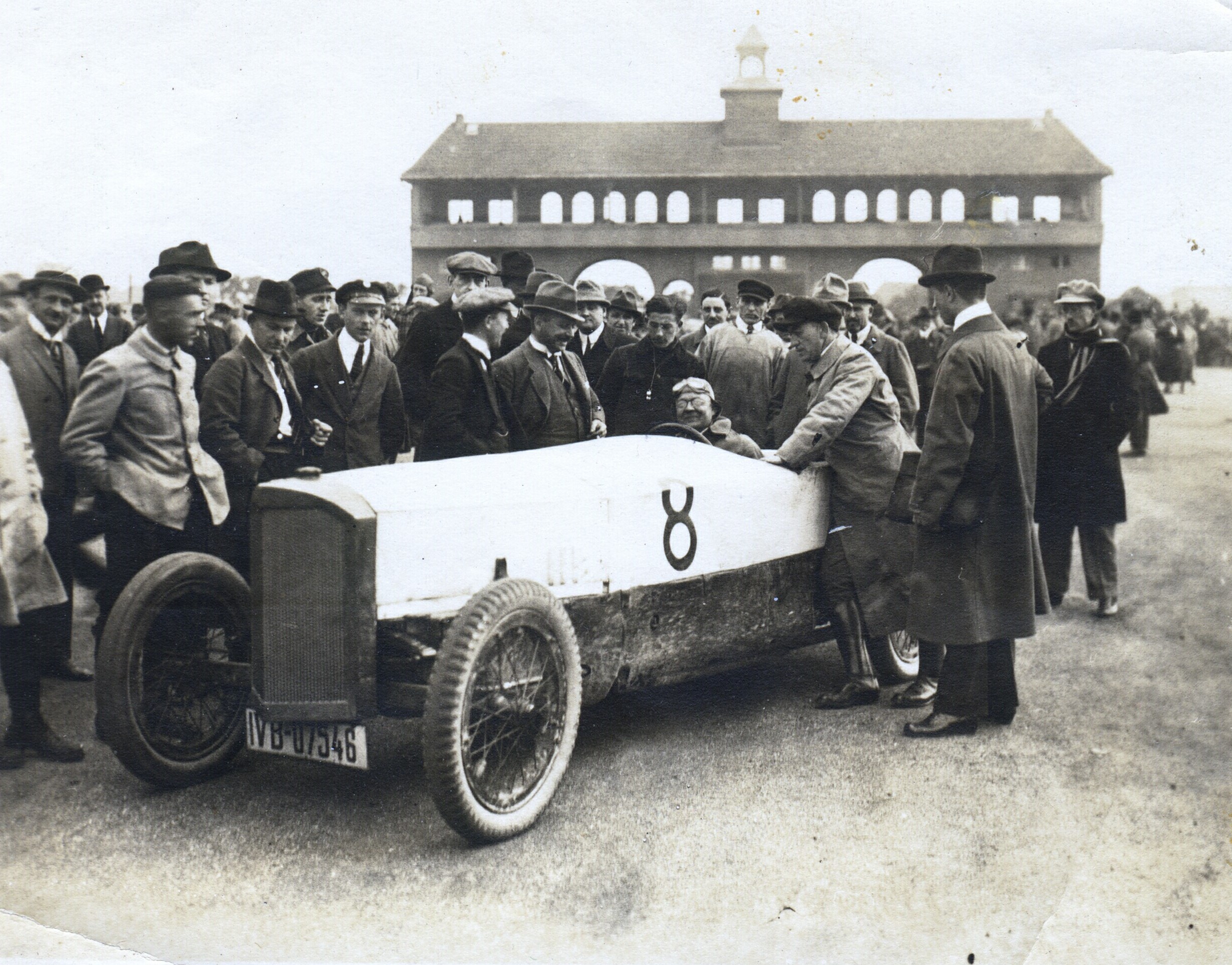
Arthur Henney beim AVUS-Rennen 1921 mt einem HEIM 6/18

Arthur Hugo Henney (he̝nnaɪ̯) (* 3. Juni 1881 in Hachenburg; † 5. Februar 1958 in Wiesbaden) war ein deutscher Automobilrennfahrer und Unternehmer.

## Leben
Arthur Henney wurde 1881 in die wohlhabende Familie Henney geboren. Er wurde erfolgreicher Kaufmann und besaß bereits in jungen Jahren einen luxuriösen Minerva. Als Mitglied im Wiesbadener Automobilclub war er gut vernetzt mit motorsportbegeisterten Unternehmern wie der Familie Henkel oder Automobil-Größen wie Fritz von Opel und Robert Dunlop, die Jahre später wie Henney bei den AVUS-Eröffnungsrennen starteten.
1910 begann seine Rennfahrerkarriere als Privatfahrer bei der Prinz-Heinrich-Fahrt, dem wichtigsten deutschen Rennereignis des Jahres mit 119 Teilnehmern. Benz & Cie. hatte für dieses Langstreckenrennen eigens zehn „Benz Prinz-Heinrich-Wagen“ vorbereitet. Henney erwarb einen davon in der stärksten Ausführung mit 100 PS. Beifahrer war Franz Heim, der für Benz gerade das Ries-Bergennen gewonnen hatte. Henney und Heim erzielten den achten Platz.
Wenige Wochen später startet er für Benz bei der Kaiser-Nikolaus-Fahrt mit Fritz Erles Wagen aus dem Prinz-Heinrich-Rennen. Dieser Wagen steht heute im Louwman Museum. 52 Teilnehmer waren für das mehrtägige Langstreckenrennen durch Russland gemeldet. Henney konnte sich erneut gut behaupten und schnitt mit dem fünften Platz besser ab als Benz-Rennleiter Erle.
Die kurze Karriere wurde jäh unterbrochen durch einen schweren Unfall in Hachenburg in der Nacht vom 12. auf den 13. Oktober 1910. Bei einer Spritztour geriet sein Prinz-Heinrich-Wagen ins Schleudern und überschlug sich. Zwei Mitfahrer waren sofort tot, zwei leicht verletzt. Henney selbst trug schwere Verletzungen davon.
Arthur Henney zog um nach Wiesbaden und nahm ab 1912 wieder an kleineren Clubrennen teil. Nach Ausbruch des Ersten Weltkriegs heiratete Arthur Henny am 1. April 1916 Marie Becker. Das Paar bekam eine Tochter.
Nach dem Krieg nahm er wieder Kontakt mit Franz Heim auf, der mittlerweile seine eigene Firma Heim & Cie in Mannheim-Lindenhof gegründet hatte und beim Eröffnungsrennen der AVUS starten wollte. Henny wurde Generalvertreter der Heim & Cie und beteiligte sich an der Rennwagen-Entwicklung. Beim AVUS-Rennen schied er in der vorletzten Runde mit Motorschaden aus.
1922 wurde ein neuer Heim-Rennwagen für den Großen Preis von Italien konstruiert, zu dem auch Henney gemeldet war. Zuvor startete das Heim-Team beim AVUS-Kleinwagenrennen. Henny überschlug sich auf regennasser Fahrbahn am Ausgang der Südkurve. Er und sein Beifahrer bleiben unverletzt, aber an eine Teilnahme in Monza wenig später war nicht mehr zu denken. Aufgrund der Weltwirtschaftskrise beteiligte sich Heim & Cie 1923 nicht mehr an Rennen.
Henney nahm mit einem Darmstädter FAFAG am AVUS-Kleinwagenrennen teil, fiel aber erneut wegen technischem Defekt aus.

## Statistik
Übersicht der Rennen, an denen Arthur Henney beteiligt war.
| Datum              | Renntyp            | Ergebnis                         | Rennen / Ort                         | Wagen                                          | Startnr. |
| ------------------ | ------------------ | -------------------------------- | ------------------------------------ | ---------------------------------------------- | -------- |
| 2.–8. Juni 1910    | Langstreckenrennen | 8.                               | Prinz-Heinrich-Fahrt                 | Benz Prinz-Heinrich-Wagen Version 1910 / 80 PS | 4        |
| 24.–27. Juni 1910  | Langstreckenrennen | 5.                               | Kaiser-Nikolaus-Fahrt                | Benz Prinz-Heinrich-Wagen Version 1910 / 80 PS | 15       |
| 1./2. Juni 1913    | Langstreckenrennen |                                  | Westdeutsche Zuverlässigkeitsfahrt   |                                                |          |
| 8. Mai 1914        |                    | Preis der Kronprinz A.G., Ohligs | Taunus-Höhenfahrt                    |                                                |          |
| 25. September 1921 | Rennen             | Ausfall                          | AVUS, Berlin Klasse VIA              | Heim 6/18                                      | 8        |
| 11. Juni 1922      | Rennen             | Unfall                           | AVUS, Berlin Klasse II (8 Steuer-PS) | Heim 8/24                                      |          |
| 10. September 1922 | Rennen             | Ausfall                          | Großer Preis von Italien, Monza      | Heim Monza                                     | 7        |
| 2. Oktober 1922    | Bergrennen         | Unbekannt                        | Krähbergrennen                       | Heim 8/40                                      |          |
| 30. September 1923 | Rennen             | Ausfall                          | AVUS, Berlin                         | FAFAG                                          |          |